# دحرجة الهنود
دحرجة الهنود (بالانجليزية: Indian Rollin أو Injun Rollin) هو الاسم الذي يُطلق على الاعتداء الذي غالباً ما يتعرض له أقلية من الأفراد المتشردين الأمريكيين الأصليين من شعبيّ النافاجو والأباتشي ممن لا مأوىً لهم في الولايات الجنوبيّة الغربيّة من الولايات المتحدة وقد يصل للقتل، وتتم هذه الاعتداءات من قبل أشخاص من غير السكان الأصليين على أولئك، ولا سيما في تلك القرى الحدوديّة المحيطة بشعب النافاجو وأراضي جيكاريلا. وصفت الباحثة ليزا دونالدسون دحرجة الهنود على أنّها «جريمة كراهيّة بهدف المتعة»، وتعود جذورها إلى استعمار الولايات الجنوبية الغربية، وهو ما خلق حالة «فارق في السلطة» بين المجموعات القاطنة، ممّا تسبّب في ظهور مشاعر سلبية تجاه الأقليات تجلّت في التشريعات القانونية وفي سلوكيّات السكّان المحلّيين.
الاعتداءات التي غالباً ما كانت تستهدف مدمني الكحول ممّن لا حول لهم ولا قوّة أثناء نومهم -بحيث تَسهل دحرجتهم- توصف بطرق شتّى منها «عادة من عادات المرور بجانب الهنود» أو رُبّما توصف على أنّها نوع من أنواع الرياضة أو حتّى تسلية ترفيهية للجناة. يصف الهنود الذين نجوا من هكذا اعتداءات أنّهم تعرّضوا للضرب بالحجارة، أسلحة الخرادق، الزجاجات، البيض والمضارب الخاصّة برياضة «البيسبول». وعلاوة على ذلك قال الناجون أنّ رجال القانون المعنيّين بحماية الشعب كانوا غالباً ما يرفضون التدخّل لحمايتهم.
ظهر مصطلح «دحرجة الهنود» لأوّل مرّة في ربيع عام 1974 وذلك عندما تعرّض ثلاثة أشخاص من قبيلة النافاجو للضرب والقتل من قبل مراهقين بيض في مدينة فارمينغتون في ولاية نيومكسيكو الأمريكيّة، وتمّ العثور على جثثهم المشوّهة فيما بعد في وادٍ قريب. تمّ التعرّف على الجناة دون أن تتُمّ محاكمتهم، بدلاً من ذلك تمّ إرسالهم إلى مدرسة إصلاحيّة. خرج بعد هذه الحادثة العديد من الهنود في احتجاجات مُندّدة بهذا القرار، ولكن سرعان ما تحوّلت هذه الاحتجاجات إلى أعمالِ شغبٍ عندما قوبلت طلباتهم بإعطائهم التصاريح اللازمة للتظاهر السلميّ بالرفض. تسبّبت أعمال الشغب هذه بإرسال تقرير من اللجنة الاستشارية لولاية نيوميكسيكو إلى لجنة الحقوق المدنية في الولايات المتّحدة، وألهمت أيضاّ الكاتب رودني باركر على كتابة روايته «الحلقة المكسورة – قصة حقيقيّة عن القتل والسحر في الريف الهندي».
ظهرت في آخر أربعة عقود من القرن العشرين مخاوفَ كثيرة من إعادة إحياء هذه الممارسات المعادية للسكان الأصليين، وذلك بعد عودة الهجمات ضدّهم في المنطقة. ويُقال أنّ هذه الاعتداءات قد وقعت في مدن فلاغستاف وفينيكس وبيج بولاية أريزونا ومدينة غالوب بولاية نيومكسيكو الأمريكية.